# Prune
Prune (с англ. — «Чернослив») — инди-игра, головоломка, доступная для мобильных устройств с операционными системами iOS, Android, Windows Mobile, а также компьютерных устройств с операционной системой Windows 10. Разработкой и выпуском занимался Джоэл Макдональд. Prune является платным приложением. Суть игры заключается в том, чтобы направлять рост дерева, обрезая ветки, чтобы оно в конце концов достигло света.

## Игровой процесс
Суть геймплея сводится к тому, чтобы направлять рост дерева путём обрезания веток. Сам процесс роста дерева представляет процедурную генерацию. Цель — достичь солнечного света, чтобы на ветвях распустилось достаточное количество цветов. На пути растущего дерева встречаются разного рода преграды и сложности. Так, тёмные объекты омертвляют соприкоснувшиеся с ними части дерева, красные сферы могут убить всё дерево. На некоторых уровнях встречается ветер, раскачивающий дерево, лезвия, срезающие ветви, или же необходимо выращивать несколько деревьев, чтобы активировать механизмы, открывающие путь к свету. Игрок должен обрезать «ненужные» части дерева, иначе процесс его роста замедлится или вовсе остановится. Если же обрезать слишком много, дерево также перестанет расти.

## Создание и выпуск

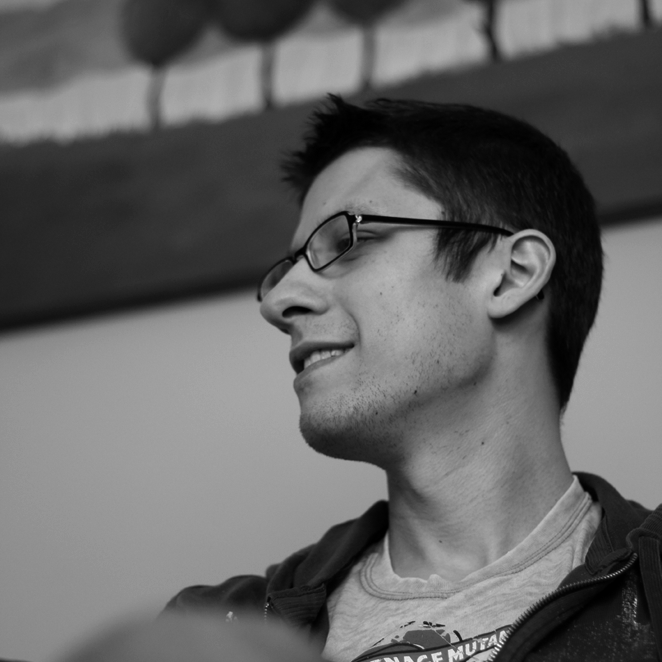
Джоэл Макдональд, создатель игры

Разработкой игры занимался Джоэл Макдональд из города Мадисон, штата Висконсин. Идея создания игры пришла к Джоэлу после прочтения твита о том, как с применением движка Unity программисты сумели при помощи процедурной генерации реалистично воссоздать процесс роста дерева. Тогда Джоэл уже полгода работал разработчиком инди-игр и хотел продвинуться по карьерной лестнице, создав малобюджетный, но оригинальный проект, который продавался бы платно в магазинах мобильных игр.
Так он пришёл к идее разработки игры, завязанной на процедурной генерации роста дерева. Процесс создания игры длился около 15 месяцев. Разработчик признался, что испытывал трудности, так, например, от многих уровней Джоэл решил отказаться, назвав их «плохими». Через 10 месяцев разработки Джоэл был по-прежнему недоволен результатом, заметив, что игре не хватало эстетики. Так, он пригласил композитора и звукорежиссёра Кайла Престона, чтобы тот записал музыку и звуковое сопровождение к Prune. Престон также предложил изменить дизайн игры, сделав её более минималистской. Джоэл заметил, что стремился создать игру для широкого класса игроков, будь это хардкорные игроки или дилетанты.

## Восприятие
| Сводный рейтинг    | Сводный рейтинг |
| Агрегатор          | Оценка          |
| ------------------ | --------------- |
| Metacritic         | 92/100          |
| Иноязычные издания |                 |
| Издание            | Оценка          |
| Pocket Gamer       | 10/10           |
| AppAdvice          | [ 5 ]           |
| Gamezebo           | [ 6 ]           |
| Atomix             | [ 7 ]           |

Игра получила премию от компании Apple как игра 2015 года для iPad, также звания мобильной игры года Prune была удостоена от журнала Time
Prune получила восторженные отзывы от игровых критиков, средняя оценка по версии агрегатора Metacritic составила 90 баллов из 100 возможных. Редакция журнала The Verge назвала игру инновационной и исключительной на фоне того, «что современный App Store завален free-to-play-играми и клонами». Prune вызывает, по мнению редакции, чувство ностальгии по тем временам, когда на заре существования App Store в ней появлялось множество premium-игр с уникальным дизайном и геймплеем. Критик Pocket Gamer назвал геймплей игры успокаивающим, «ваше сознание начинает блуждать, как при медитации». Игру украшает приятный визуальный стиль и музыка. Кристен Чан из Appadvice заметила, что Prune — «жемчужина» и одна из немногих игр, которая запомнится игроку, даже если он попробовал сотни мобильных игр и почти сразу же забыл о них. Игра «выделяется своим минимализмом, потрясающим внешним видом, нежными цветами, контрастирующими с яркими элементами». Элементы управления также просты и понятны. Несмотря на то, что игра с каждым уровнем становится тяжелее, она позволяет игроку расслабиться, например, после трудного рабочего дня.
Джиллиан Вернер назвала игру «безмятежным и изящным путешествием по прекрасному, пустынному миру», тем не менее критик заметила, что процедурная генерация роста дерева может вызывать трудности в производительности или даже приводить к частым сбоям игры.